# Второе правительство Жоржа Бидо
Второе правительство Жо́ржа Бидо́ — кабинет министров, правивший Францией с 28 октября 1949 года по 7 февраля 1950 года, в период Четвёртой французской республики, в следующем составе:
- Жорж Бидо — председатель Совета министров;
- Жюль Мок — вице-председатель Совета министров и министр внутренних дел;
- Анри Кёй — вице-председатель Совета министров;
- Робер Шуман — министр иностранных дел;
- Рене Плевен — министр национальной обороны;
- Морис Пецш — министр финансов и экономических дел;
- Робер Лакост — министр торговли и промышленности;
- Пьер Сегелль — министр труда и социальное обеспечение;
- Рене Мейер — министр юстиции;
- Ивон Дельбос — министр национального образования;
- Луи Жакино — министр по делам ветеранов и жертв войны;
- Пьер Пфлимлен — министр сельского хозяйства;
- Жан Летурно — министр заморских территорий;
- Кристиан Пино — министр общественных работ, транспорта и туризма;
- Пьер Шнейтер — министр здравоохранения и народонаселения;
- Эжен Клод-Пти — министр реконструкции и градостроительства;
- Эжен Тома — министр почт;
- Пьер-Анри Тежен — государственный министр.

Изменения
- 2 декабря 1949 — Габриэль Валей наследует Пфлимлену как министр сельского хозяйства.